# Engelbert-Brunnen

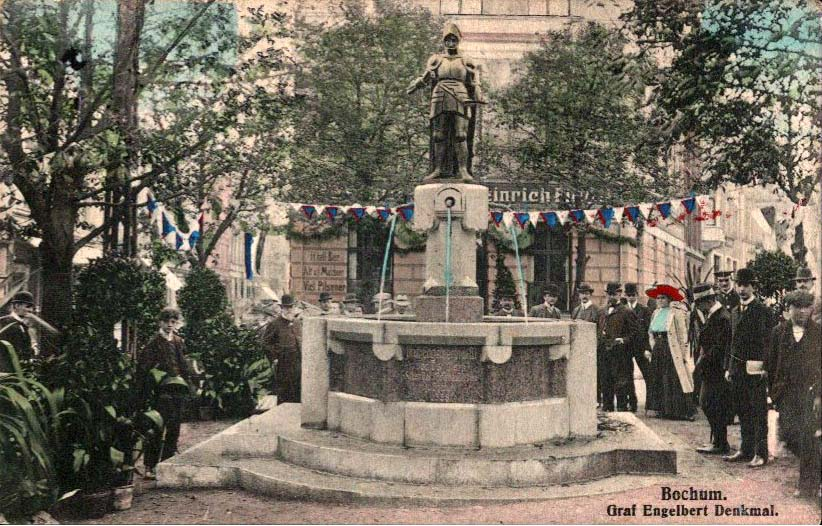
Der alte Engelbert Brunnen bei einer feierlichen Gelegenheit, evtl. bei der Einweihung 1910

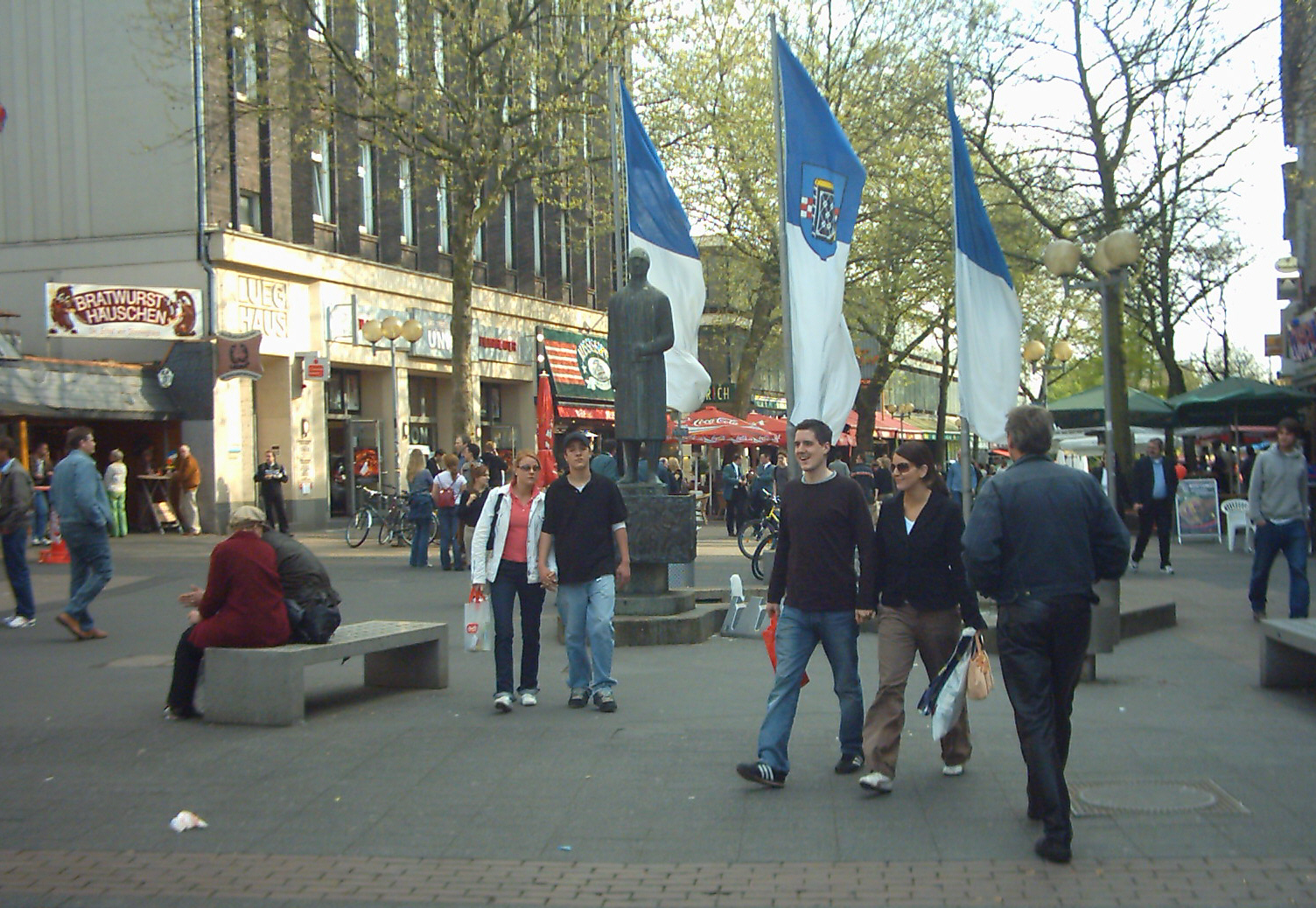
Engelbert-Brunnen, 2005

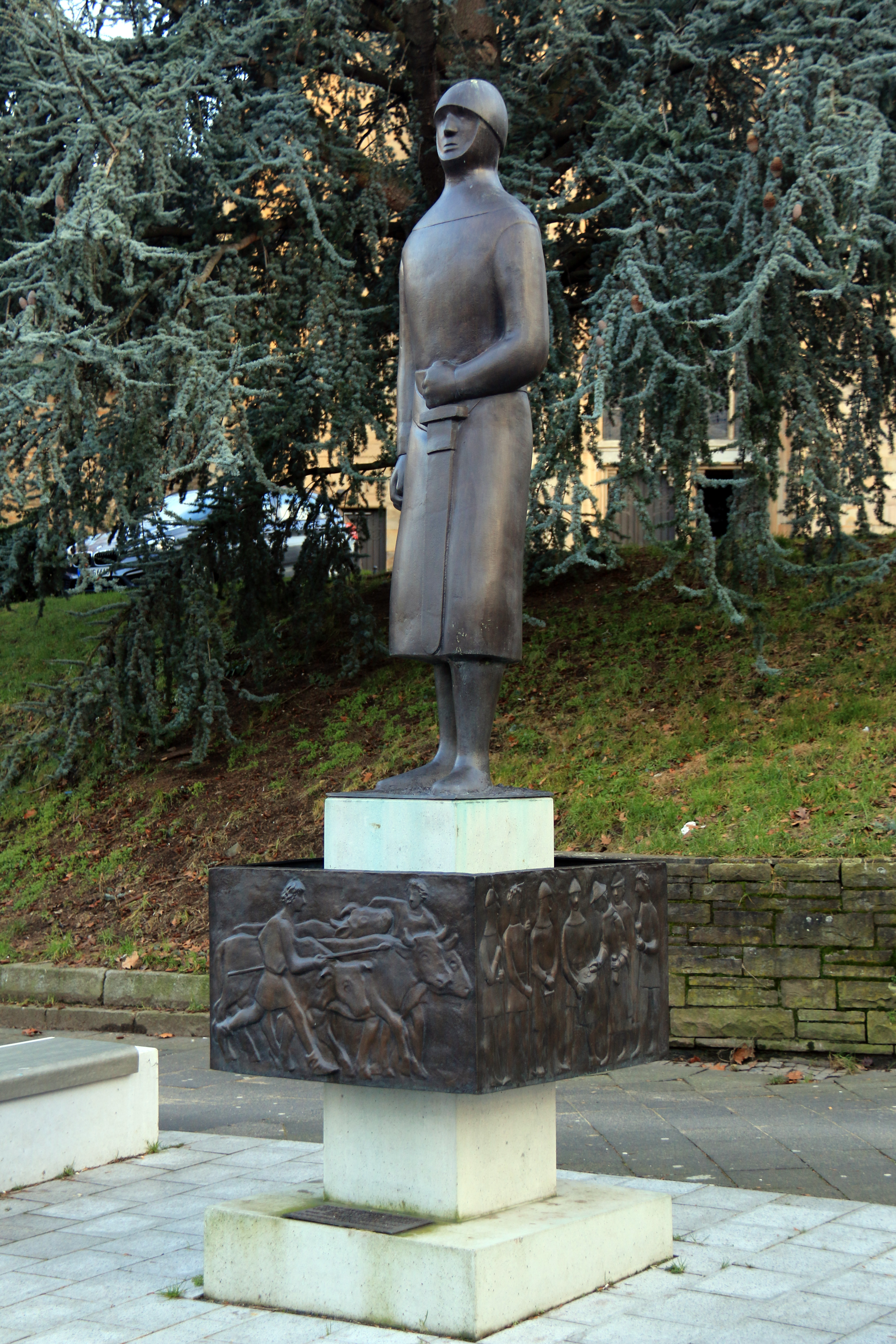
Statue des Grafen Engelbert III am neuen Standort

Der Engelbert-Brunnen war ein Brunnen in der Innenstadt von Bochum an der heutigen Kortumstraße Ecke Brüderstraße. Mit seiner Brunnenstatue erinnerte er an Graf Engelbert III. von der Mark, der die Grafschaft Mark von 1346 bis 1391 regierte, und der Legende nach das Maiabendfest stiftete. Heute ist noch eine Statue als Denkmal erhalten, die nach Restaurierungsarbeiten im Gerberviertel ihren heutigen Standort an der Großen Beckstraße, Ecke Untere Marktstraße vor der Propsteikirche erhielt. Die Enthüllung der Statue war am 4. Juli 2020.

## Geschichte

### Das erste Denkmal
Der ursprüngliche Brunnen wurde am 5. August 1910 im Rahmen des Schützenfestes eingeweiht. Die vom Bochumer Bildhauer Markus Wollner geschaffene Skulptur stand auf einer achteckigen Granitsäule mit vier Wasserspeiern. Die Statue wurde 1944 zu Kriegszwecken demontiert, zusammen mit dem Kuhhirten und dem Soldatendenkmal aus Gerthe, und wahrscheinlich eingeschmolzen.

### Das zweite Denkmal
Schon ab 1951 wurden Versuche unternommen, das Denkmal zu ersetzen. Als Künstler waren 1954 Erich Schmidt und Wilhelm Winkelmann vorgesehen, als Standort links neben dem Haupteingang des Rathauses. Es kam aber zu einem jahrelangen Streit zwischen der Maiabendgesellschaft und der Stadt Bochum um Standort und Gestaltung des Denkmals. In der Diskussion kam von einem Bürger auch die Grünanlage in der Beckstraße ins Gespräch, dem Ort, an dem die Statue heute steht. Von der Stadt beauftragt, entwarf Professor Hans Mettel aus Frankfurt einen Entwurf. Dieser wurde von einer Delegation 1957 besichtigt und als „Stutenkerl“ ohne Bezug zur Bochum abgelehnt. In einem Wettbewerb unter sieben Künstlern wurde mit 20 zu 3 Stimmen der Künstler Ferdinand Spindel von einer Jury ausgewählt.
Die Statue wurde 1964 entworfen, mit einem Brunnen ergänzt und am 29. April 1964 eingeweiht. Wegen des Baues der Bochumer Stadtbahn wurde die Statue des Engelberts im Dezember 1974 vor das Rathaus versetzt.

#### Neuer Brunnen
Als 1977 die Bauarbeiten beendet waren, wurde die Statue am 28. November 1977 in eine neu errichtete Brunnenanlage, in der Nähe des alten Standortes aufgestellt. Der Stadtbahn-Bahnhof eröffnet, der ursprünglich nach dem Brunnen benannt war und heute U-Bahnhof Bermuda3eck/Musikforum heißt. Der stufige Beton-Brunnen, gegenüber einem Supermarkt gelegen, lud zum Sitzen in der Fußgängerzone ein und war ein beliebter Treffpunkt für Punks.
Ein am Standort angedachter, neuer, von der Stadtverwaltung bereits gekaufter Brunnen, hätte mit einem 120-Tonnen-Kran aufgebaut werden sollen, was die Statik des U-Bahn-Tunnels aber nicht ausgehalten hätte. Dieser Brunnen steht nun am Ende der Kortumstraße auf dem Konrad-Adenauer-Platz.

#### Engelbert ohne Brunnen
Die Statue wurde im Rahmen von Straßenbauarbeiten und zugunsten der Außengastronomie an den Straßenrand Kerkwege versetzt. Damit war die Statue ohne Brunnen, stand aber wieder fast am Standpunkt des ersten Brunnens. 

#### Neuer Standort des Denkmals an der Beckporte ohne Brunnen
Über eine weitere Verlegung wurde länger diskutiert; ein Vorschlag war, sie an den Ort der ehemaligen Altstadt zu versetzen. In der Nähe des Standpunktes war früher die Beckporte, eines der Stadttore. Durch dieses müssen die Maischützen dem Brauch zur Folge mit dem Baum durchziehen. Das Tor wird seit 2013 durch zwei Metallplatten symbolisch dargestellt. Die Statue wurde im Bermudadreieck Anfang 2020 komplett abgebaut. Nach einer Restaurierung wurde sie dann an der Ecke Große Beckstraße / Untere Marktstraße, in der Nähe der symbolischen Beckporte, wieder aufgestellt. Die Aufstellung, die im April stattfinden sollte, hatte sich wegen der COVID-19-Pandemie verschoben.

## Trivia
Neben Graf Engelbert III. ist auch sein Großvater Engelbert II. fest mit Bochums Stadtgeschichte verbunden. Die Urkunde, in dem er 1321 Rechte der Bochumer Bewohner bestätigt, ist ein wichtiger Meilenstein in der Entwicklung des Ortes. Mitunter werden die beiden Grafen Engelbert verwechselt, und es wird angenommen, dass die Statue für den „Stadtgründer“ aufgestellt wurde.